# Javier Malagueño
Javier Hernán Malagueño (né le 27 octobre 1982 à Cosquín) est un footballeur argentin qui joue actuellement pour le Club Atlético Tigre. Il joue comme stoppeur.

## Palmarès
Néant